# Torneo Godó 1990
Il Torneo Godó 1990 è stato un torneo di tennis giocato sulla terra rossa. È stata la 38ª edizione del Torneo Godó, che fa parte della categoria Championship Series nell'ambito dell'ATP Tour 1990. Si è giocato al Real Club de Tenis Barcelona di Barcellona in Spagna, dal 9 al 15 aprile 1990.

## Campioni

### Singolare
Andrés Gómez ha battuto in finale  Guillermo Pérez Roldán con il punteggio di 6–0, 7–6, 3–6, 0–6, 6–2

### Doppio
Andrés Gómez /  Javier Sánchez hanno battuto in finale  Sergio Casal /  Emilio Sánchez con il punteggio di 7–6, 7–5